# Slováci tvořící na ZX Spectru
Toto je podseznam lidí tvořících na ZX Spectru, konkrétně jde o seznam Slováků tvořících na počítačích Sinclair ZX Spectrum a kompatibilních. Kromě programátorů jsou uvedeni i hudebníci, grafici a jiné profese. V seznamu je uvedena i přezdívka, pod kterou byl v době působení na ZX Spectru známý (kurzívou) a případně tým, jehož byl členem. Autoři, u kterých není známo jejich občanské jméno jsou do seznamu zařazení podle jejich přezdívek.

## B
- Miloslav Bahna[1] - autor hry Il noma della rosa
- Dušan Balara (DSA Computer Graphics)[2]
- Ladislav Balara (DSA Computer Graphics)[2]
- Miloš Bazelides (Baze, Dubnica nad Váhom)[3]
- Branislav Bekeš (z00m)[4]
- Milan Blažíček[5] - autor her Notorik a Octopussy
- Martin Bórik

## C
- Dávid Csűrös (Tornado, Skalica)

## D
- Ján Deák (Bytepack)[6] - autor programu ZX-7

## F
- Marek Forray (DSA Computer Graphics)[2]

## G
- Dušan Galo (UB880D)[7]
- Norbert Grellneth (Noro, Norosoft, hudebník)[8][9] - autor hudeb v demech Interlace demo a Overscan

## H
- Gustáv Harton[10] - spoluautor hry Logik

## J
- Radoslav Javor[1] - autor grafiky ve hře Il noma della rosa
- Aleš Jurica (Ellvis)[7]
- Michal Jurica (mikezt)[11]

## K
- Imrich Konkol (ik0n) - autor rozšíření paměti ZX Spectra o 32 KiB kompatibilního s rozšířením paměti na 80 KiB Jiřího Lamače[12]

## L
- Slavomír Lábsky (Busy, Busysoft)
- Róbert Letko (MDV) - spoluautor původní verze disketové jednotky MB02

## M
- Radoslav Maruša (Microtech systems)[13] - autor her Prvá ackia, Phantom F4 a Phantom F4 II

## N
- Marián Nagy (Nairam)[14]

## R
- Rudolf Priečinský (Rumatisoft)[10]

## Š
- Peter Šnobel (CVM, Trenčín)[15]

## T
- Anton Tokár (Antok Software)[16] - autor her Podraz IV, Podraz 5, Podraz 6 a programu Audiofile